# Llista de topònims de Bescanó
Llista de topònims (noms propis de lloc) del municipi de Bescanó, al Gironès
Informació actualitzada per un bot. Els canvis manuals es perdran quan s'actualitzi!

## castell
| imatge | Nom                           | Ubicat a | instància de | Detalls | coordenades                                                         | Protecció | Commons (més fotos) | Dades a WD                    |
| ------ | ----------------------------- | -------- | ------------ | ------- | ------------------------------------------------------------------- | --------- | ------------------- | ----------------------------- |
|        | Can Punxó (Castell de Favars) | Bescanó  | castell      |         | 41° 57′ 50″ N, 2° 43′ 08″ E / 41.9638158913403°N,2.71876999854485°E |           |                     | Modifica les dades a Wikidata |
|        | Castell de Tudela             | Bescanó  | castell      |         | 41° 56′ 43″ N, 2° 44′ 18″ E / 41.9452810758388°N,2.73825099139993°E |           |                     | Modifica les dades a Wikidata |
|        | castell de Favars             | Bescanó  | castell      |         | 41° 57′ 46″ N, 2° 43′ 08″ E / 41.9627801304074°N,2.7187745532596°E  |           |                     | Modifica les dades a Wikidata |

## cementiri
| imatge | Nom                            | Ubicat a | instància de                  | Detalls | coordenades                                            | Protecció | Commons (més fotos)            | Dades a WD                    |
| ------ | ------------------------------ | -------- | ----------------------------- | ------- | ------------------------------------------------------ | --------- | ------------------------------ | ----------------------------- |
|        | Cementiri Municipal de Bescanó | Bescanó  | cementiri cementiri municipal |         | 41° 57′ 58″ N, 2° 44′ 52″ E / 41.9660103°N,2.7478965°E |           | Cementiri Municipal de Bescanó | Modifica les dades a Wikidata |
|        | Cementiri Municipal de Vilanna | Vilanna  | cementiri                     |         | 41° 58′ 33″ N, 2° 42′ 12″ E / 41.975822°N,2.703396°E   |           | Cementiri Municipal de Vilanna | Modifica les dades a Wikidata |

## curs d'aigua
| imatge | Nom        | Ubicat a                                  | instància de               | Detalls                                                 | coordenades                                                                                             | Protecció | Commons (més fotos) | Dades a WD                    |
| ------ | ---------- | ----------------------------------------- | -------------------------- | ------------------------------------------------------- | --- | --------- | ------------------- | ----------------------------- |
|        | Onyar      | província de Girona Comarques gironines   | curs d'aigua               | Desemboca: Ter Llarg: 34km Conca: 340.9km²              | 41° 58′ 14″ N, 2° 50′ 22″ E / 41.970555555556°N,2.8394444444444°E                                       |           | Onyar               | Modifica les dades a Wikidata |
|        | Rerablanca | Bescanó                                   | curs d'aigua               | Desemboca: Ter                                          | 41° 58′ 08″ N, 2° 41′ 59″ E / 41.968871°N,2.699611°E                                                    |           |                     | Modifica les dades a Wikidata |
|        | Ter        | Ripollès Osona Selva Gironès Baix Empordà | curs d'aigua riu principal | Desemboca: mar Mediterrània Llarg: 208km Conca: 3010km² | 42° 25′ 40″ N, 2° 15′ 24″ E / 42.427778°N,2.256667°E 42° 01′ 24″ N, 3° 11′ 31″ E / 42.02347°N,3.19187°E |           | Ter River           | Modifica les dades a Wikidata |

## edifici
| imatge | Nom                          | Ubicat a | instància de | Detalls                                                             | coordenades                                                                                   | Protecció                                  | Commons (més fotos)          | Dades a WD                    |
| ------ | ---------------------------- | -------- | ------------ | ------------------------------------------------------------------- | --------------------------------------------------------------------------------------------- | ------------------------------------------ | ---------------------------- | ----------------------------- |
|        | Cal Carreter                 | Bescanó  | edifici      |                                                                     | 41° 56′ 07″ N, 2° 43′ 52″ E / 41.935304°N,2.731165°E 190 msnm                                 |                                            |                              | Modifica les dades a Wikidata |
|        | Central Elèctrica de Bescanó | Bescanó  | edifici      | Arquitecte: Joan Roca i Pinet Estil: noucentisme                    | 41° 58′ 07″ N, 2° 43′ 11″ E / 41.9685°N,2.71972°E                                             | bé cultural d'interès local                | Central Elèctrica de Bescanó | Modifica les dades a Wikidata |
|        | Central Elèctrica de Vilanna | Bescanó  | edifici      | Arquitecte: Joan Roca i Pinet Estil: noucentisme                    | 41° 58′ 21″ N, 2° 41′ 10″ E / 41.972628°N,2.686082°E                                          | bé cultural d'interès local                | Central Elèctrica de Vilanna | Modifica les dades a Wikidata |
|        | Estació de Bescanó           | Bescanó  | edifici      |                                                                     | 41° 58′ 05″ N, 2° 44′ 39″ E / 41.968188°N,2.744143°E                                          | bé integrant del patrimoni cultural català | Estació de Bescanó           | Modifica les dades a Wikidata |
|        | Palau Comtes de Berenguer    | Bescanó  | edifici      | Estil: historicisme arquitectònic arquitectura popular 19th century | 41° 58′ 08″ N, 2° 43′ 49″ E / 41.968792°N,2.730382°E ca:A la dreta de la carretera de Bescanó | bé cultural d'interès local                | Palau Comtes de Berenguer    | Modifica les dades a Wikidata |
|        | Pujols                       | Bescanó  | edifici      |                                                                     | 41° 58′ 09″ N, 2° 40′ 45″ E / 41.969129357712°N,2.6790518362386°E                             |                                            |                              | Modifica les dades a Wikidata |

## entitat singular de població
| imatge | Nom       | Ubicat a | instància de                                                                   | Detalls  | coordenades                                                                | Protecció | Commons (més fotos) | Dades a WD                    |
| ------ | --------- | -------- | ------------------------------------------------------------------------------ | -------- | -------------------------------------------------------------------------- | --------- | ------------------- | ----------------------------- |
|        | Bescanó   | Bescanó  | entitat singular de població ens local històric de Catalunya capital municipal | 3825 hab | 41° 57′ 58″ N, 2° 44′ 21″ E / 41.96603°N,2.73922°E 100 msnm                |           |                     | Modifica les dades a Wikidata |
|        | Estanyol  | Bescanó  | entitat singular de població ens local històric de Catalunya                   | 183 hab  | 41° 56′ 28″ N, 2° 44′ 26″ E / 41.9411416667°N,2.74058055556°E 198 msnm     |           | Estanyol (Bescanó)  | Modifica les dades a Wikidata |
|        | Montfullà | Bescanó  | entitat singular de població ens local històric de Catalunya                   | 397 hab  | 41° 58′ 07″ N, 2° 45′ 58″ E / 41.96855°N,2.76623611°E 132 msnm             |           | Montfullà           | Modifica les dades a Wikidata |
|        | Vilanna   | Bescanó  | entitat singular de població ens local històric de Catalunya                   | 717 hab  | 41° 58′ 16″ N, 2° 42′ 15″ E / 41.971027777778°N,2.7040277777778°E 187 msnm |           | Vilanna             | Modifica les dades a Wikidata |

## església
| imatge | Nom                          | Ubicat a  | instància de              | Detalls                      | coordenades                                                                | Protecció                                  | Commons (més fotos)          | Dades a WD                    |
| ------ | ---------------------------- | --------- | ------------------------- | ---------------------------- | -------------------------------------------------------------------------- | ------------------------------------------ | ---------------------------- | ----------------------------- |
|        | Sant Andreu d'Estanyol       | Bescanó   | església                  | Estil: barroc                | 41° 56′ 29″ N, 2° 44′ 27″ E / 41.941485°N,2.740865°E                       | bé cultural d'interès local                | Sant Andreu d'Estanyol       | Modifica les dades a Wikidata |
|        | Sant Bartomeu (Estanyol)     | Bescanó   | església                  |                              | 41° 56′ 12″ N, 2° 44′ 05″ E / 41.93664455394675°N,2.7346944808959965°E     |                                            |                              | Modifica les dades a Wikidata |
|        | Sant Bartomeu de Trullars    | Bescanó   | església edifici històric | Estil: art preromànic        | 41° 57′ 34″ N, 2° 40′ 06″ E / 41.95941°N,2.66847°E                         | bé cultural d'interès local                | Sant Bartomeu de Trullars    | Modifica les dades a Wikidata |
|        | Sant Llorenç                 | Bescanó   | església                  | Estil: barroc                | 41° 57′ 55″ N, 2° 44′ 34″ E / 41.9654°N,2.74271°E                          | bé cultural d'interès local                | Sant Llorenç de Bescanó      | Modifica les dades a Wikidata |
|        | Sant Martí de Ca n'Amat Gros | Bescanó   | església                  | Estil: arquitectura romànica | 41° 58′ 11″ N, 2° 41′ 51″ E / 41.9697°N,2.6974°E 168 msnm                  | bé integrant del patrimoni cultural català | Sant Martí de Ca n'Amat Gros | Modifica les dades a Wikidata |
|        | Sant Mateu de Vilanna        | Bescanó   | església                  | Estil: barroc                | 41° 58′ 33″ N, 2° 42′ 12″ E / 41.975913°N,2.703297°E                       | bé cultural d'interès local                | Sant Mateu de Vilanna        | Modifica les dades a Wikidata |
|        | Sant Pere                    | Bescanó   | església ermita           |                              | 41° 56′ 35″ N, 2° 43′ 43″ E / 41.943138031775°N,2.7286440368488°E 239 msnm |                                            |                              | Modifica les dades a Wikidata |
|        | Sant Pere de Montfullà       | Bescanó   | església                  | Estil: barroc                | 41° 58′ 06″ N, 2° 45′ 34″ E / 41.968388°N,2.759518°E                       | bé cultural d'interès local                | Sant Pere de Montfullà       | Modifica les dades a Wikidata |
|        | Sant Sebastià de Bescanó     | Bescanó   | església                  | Estil: arquitectura popular  | 41° 58′ 00″ N, 2° 44′ 52″ E / 41.966598°N,2.74783°E                        | bé cultural d'interès local                | Sant Sebastià de Bescanó     | Modifica les dades a Wikidata |
|        | Santa Anna de Bescanó        | Montfullà | església ermita           | Estil: arquitectura popular  | 41° 57′ 57″ N, 2° 44′ 59″ E / 41.965769°N,2.74983°E                        | bé cultural d'interès local                | Santa Anna de Montfullà      | Modifica les dades a Wikidata |
|        | l'Assumpta                   | Bescanó   | església                  |                              | 41° 57′ 56″ N, 2° 44′ 21″ E / 41.9655394620684°N,2.73924215634312°E        |                                            |                              | Modifica les dades a Wikidata |

## granja
| imatge | Nom                           | Ubicat a | instància de | Detalls | coordenades                                                         | Protecció | Commons (més fotos) | Dades a WD                    |
| ------ | ----------------------------- | -------- | ------------ | ------- | ------------------------------------------------------------------- | --------- | ------------------- | ----------------------------- |
|        | Granges d'en Fontbernat       | Bescanó  | granja       |         | 41° 56′ 53″ N, 2° 43′ 25″ E / 41.9479219015267°N,2.7236658161385°E  |           |                     | Modifica les dades a Wikidata |
|        | Granges d'en Fortià           | Bescanó  | granja       |         | 41° 56′ 00″ N, 2° 43′ 28″ E / 41.9334411689603°N,2.7245485556544°E  |           |                     | Modifica les dades a Wikidata |
|        | Granges d'en Navarro          | Bescanó  | granja       |         | 41° 58′ 04″ N, 2° 43′ 08″ E / 41.9678330180233°N,2.71882474292935°E |           |                     | Modifica les dades a Wikidata |
|        | Granges d'en Ponç             | Bescanó  | granja       |         | 41° 56′ 04″ N, 2° 43′ 08″ E / 41.9344269323525°N,2.71877851878919°E |           |                     | Modifica les dades a Wikidata |
|        | Granges d'en Rauric           | Bescanó  | granja       |         | 41° 55′ 49″ N, 2° 43′ 13″ E / 41.9302872547606°N,2.7201837806558°E  |           |                     | Modifica les dades a Wikidata |
|        | Granges d'en Vidal            | Bescanó  | granja       |         | 41° 57′ 47″ N, 2° 40′ 03″ E / 41.9629765011882°N,2.66755831353163°E |           |                     | Modifica les dades a Wikidata |
|        | Granges de Can Capella        | Bescanó  | granja       |         | 41° 56′ 11″ N, 2° 44′ 00″ E / 41.9365239430847°N,2.73322045583747°E |           |                     | Modifica les dades a Wikidata |
|        | Granges de Can Torreavellaner | Bescanó  | granja       |         | 41° 55′ 48″ N, 2° 42′ 36″ E / 41.9299736913939°N,2.7099690658225°E  |           |                     | Modifica les dades a Wikidata |
|        | Granges de l'Aulineta         | Bescanó  | granja       |         | 41° 58′ 11″ N, 2° 41′ 04″ E / 41.9696804082504°N,2.68455278523353°E |           |                     | Modifica les dades a Wikidata |
|        | Granges de la Farga           | Bescanó  | granja       |         | 41° 58′ 26″ N, 2° 41′ 38″ E / 41.9740022209437°N,2.69401831883262°E |           |                     | Modifica les dades a Wikidata |
|        | Granja Marielca               | Bescanó  | granja       |         | 41° 55′ 53″ N, 2° 44′ 45″ E / 41.9314095363116°N,2.74576188191072°E |           |                     | Modifica les dades a Wikidata |
|        | Granja d'en Batllori          | Bescanó  | granja       |         | 41° 58′ 08″ N, 2° 44′ 40″ E / 41.9689013820823°N,2.74432149558863°E |           |                     | Modifica les dades a Wikidata |
|        | Granja d'en Camps             | Bescanó  | granja       |         | 41° 55′ 34″ N, 2° 42′ 00″ E / 41.9260213494888°N,2.70008509313893°E |           |                     | Modifica les dades a Wikidata |
|        | Granja d'en Geli              | Bescanó  | granja       |         | 41° 58′ 18″ N, 2° 41′ 02″ E / 41.9717679752916°N,2.6838303924158°E  |           |                     | Modifica les dades a Wikidata |
|        | Granja d'en Ribes             | Bescanó  | granja       |         | 41° 58′ 10″ N, 2° 44′ 48″ E / 41.9693571168226°N,2.74675759577364°E |           |                     | Modifica les dades a Wikidata |
|        | Granja d'en Riera             | Bescanó  | granja       |         | 41° 57′ 58″ N, 2° 45′ 57″ E / 41.9660380679968°N,2.76581451500419°E |           |                     | Modifica les dades a Wikidata |
|        | Granja d'en Roure             | Bescanó  | granja       |         | 41° 57′ 23″ N, 2° 40′ 04″ E / 41.956330204412°N,2.66778591997391°E  |           |                     | Modifica les dades a Wikidata |
|        | Granja d'en Torreblanca       | Bescanó  | granja       |         | 41° 58′ 37″ N, 2° 42′ 22″ E / 41.9768258279401°N,2.70608720214894°E |           |                     | Modifica les dades a Wikidata |

## jaciment arqueològic
| imatge | Nom           | Ubicat a | instància de         | Detalls | coordenades                                                                    | Protecció                   | Commons (més fotos) | Dades a WD                    |
| ------ | ------------- | -------- | -------------------- | ------- | ------------------------------------------------------------------------------ | --------------------------- | ------------------- | ----------------------------- |
|        | Estanyol      | Bescanó  | jaciment arqueològic |         | 41° 56′ 12″ N, 2° 44′ 04″ E / 41.93662039288253°N,2.734503089738394°E Estanyol | bé cultural d'interès local |                     | Modifica les dades a Wikidata |
|        | Montfullà III | Bescanó  | jaciment arqueològic |         | 41° 57′ 32″ N, 2° 45′ 02″ E / 41.958849°N,2.750575°E 190 msnm                  | bé cultural d'interès local |                     | Modifica les dades a Wikidata |

## masia
| imatge | Nom                       | Ubicat a | instància de     | Detalls                                                      | coordenades                                                                                                 | Protecció                                            | Commons (més fotos)        | Dades a WD                    |
| ------ | ------------------------- | -------- | ---------------- | ------------------------------------------------------------ | --- | ---------------------------------------------------- | -------------------------- | ----------------------------- |
|        | Ca l'Aliu                 | Bescanó  | masia            |                                                              | 41° 58′ 12″ N, 2° 40′ 43″ E / 41.9698620166712°N,2.67858979747252°E 181 msnm                                |                                                      |                            | Modifica les dades a Wikidata |
|        | Ca l'Amat Petit           | Bescanó  | masia            |                                                              | 41° 57′ 49″ N, 2° 41′ 59″ E / 41.9635966034944°N,2.69975205887302°E                                         |                                                      |                            | Modifica les dades a Wikidata |
|        | Ca l'Aulet                | Bescanó  | masia            |                                                              | 41° 57′ 21″ N, 2° 43′ 34″ E / 41.955741485418°N,2.7261773314354°E                                           |                                                      |                            | Modifica les dades a Wikidata |
|        | Ca l'Aulineta             | Bescanó  | masia            |                                                              | 41° 58′ 13″ N, 2° 40′ 57″ E / 41.9703591188827°N,2.68244941225169°E                                         |                                                      |                            | Modifica les dades a Wikidata |
|        | Ca l'Eimeric              | Bescanó  | masia            |                                                              | 41° 56′ 14″ N, 2° 44′ 04″ E / 41.937187°N,2.73448°E 193 msnm                                                |                                                      |                            | Modifica les dades a Wikidata |
|        | Ca l'Esclopeter           | Bescanó  | masia            |                                                              | 41° 56′ 55″ N, 2° 41′ 59″ E / 41.9484925134044°N,2.69982294420933°E                                         |                                                      |                            | Modifica les dades a Wikidata |
|        | Ca l'Eusebi               | Bescanó  | masia            |                                                              | 41° 57′ 45″ N, 2° 44′ 34″ E / 41.9623857857155°N,2.74264601273909°E                                         |                                                      |                            | Modifica les dades a Wikidata |
|        | Ca l'Hortalà              | Bescanó  | masia            |                                                              | 41° 57′ 00″ N, 2° 42′ 12″ E / 41.94992°N,2.70345°E                                                          |                                                      |                            | Modifica les dades a Wikidata |
|        | Ca l'Oliveres             | Bescanó  | masia            |                                                              | 41° 57′ 30″ N, 2° 40′ 12″ E / 41.9584618143669°N,2.6698744823606°E                                          |                                                      |                            | Modifica les dades a Wikidata |
|        | Ca la Isidra              | Bescanó  | masia            |                                                              | 41° 58′ 22″ N, 2° 40′ 47″ E / 41.9729091052693°N,2.67960039358031°E                                         |                                                      |                            | Modifica les dades a Wikidata |
|        | Ca n'Alzines              | Bescanó  | masia            |                                                              | 41° 55′ 30″ N, 2° 42′ 59″ E / 41.9250181563881°N,2.71645597075057°E                                         |                                                      |                            | Modifica les dades a Wikidata |
|        | Cal Barretina             | Bescanó  | masia            |                                                              | 41° 57′ 27″ N, 2° 45′ 03″ E / 41.9573958772785°N,2.75072662296515°E                                         |                                                      |                            | Modifica les dades a Wikidata |
|        | Cal Bonic                 | Bescanó  | masia            |                                                              | 41° 57′ 52″ N, 2° 42′ 32″ E / 41.9644129872531°N,2.708992303197°E                                           |                                                      |                            | Modifica les dades a Wikidata |
|        | Cal Carreteric            | Bescanó  | masia            |                                                              | 41° 56′ 15″ N, 2° 44′ 37″ E / 41.937619291171°N,2.7435538276263°E                                           |                                                      |                            | Modifica les dades a Wikidata |
|        | Cal Ferrer Pagès          | Bescanó  | masia            |                                                              | 41° 56′ 08″ N, 2° 43′ 53″ E / 41.935503°N,2.731358°E 189 msnm                                               |                                                      |                            | Modifica les dades a Wikidata |
|        | Cal Fuster                | Bescanó  | masia            |                                                              | 41° 57′ 23″ N, 2° 40′ 26″ E / 41.9564647943871°N,2.67389086097203°E                                         |                                                      |                            | Modifica les dades a Wikidata |
|        | Cal Gall                  | Bescanó  | masia            |                                                              | 41° 57′ 39″ N, 2° 42′ 30″ E / 41.9607726633023°N,2.70835723301693°E                                         |                                                      |                            | Modifica les dades a Wikidata |
|        | Cal Llor                  | Bescanó  | masia            |                                                              | 41° 57′ 53″ N, 2° 41′ 10″ E / 41.964776384068°N,2.68624236819204°E                                          |                                                      |                            | Modifica les dades a Wikidata |
|        | Cal Parrac                | Bescanó  | masia            |                                                              | 41° 57′ 49″ N, 2° 43′ 24″ E / 41.9635480310154°N,2.7234414246176°E                                          |                                                      |                            | Modifica les dades a Wikidata |
|        | Cal Peix                  | Bescanó  | masia            |                                                              | 41° 56′ 50″ N, 2° 44′ 48″ E / 41.9471282903053°N,2.74665255206201°E                                         |                                                      |                            | Modifica les dades a Wikidata |
|        | Cal Puó                   | Bescanó  | masia            |                                                              | 41° 57′ 53″ N, 2° 40′ 22″ E / 41.9647565264434°N,2.67267797992484°E                                         |                                                      |                            | Modifica les dades a Wikidata |
|        | Cal Rei                   | Bescanó  | masia            |                                                              | 41° 56′ 39″ N, 2° 42′ 53″ E / 41.9441532745353°N,2.71474254249145°E                                         |                                                      |                            | Modifica les dades a Wikidata |
|        | Cal Rinxo                 | Bescanó  | masia            |                                                              | 41° 57′ 00″ N, 2° 45′ 14″ E / 41.949887°N,2.754°E 166 msnm                                                  |                                                      |                            | Modifica les dades a Wikidata |
|        | Cal Sastre                | Bescanó  | masia            |                                                              | 41° 57′ 10″ N, 2° 45′ 09″ E / 41.9526624485421°N,2.75262732761788°E                                         |                                                      |                            | Modifica les dades a Wikidata |
|        | Cal Teixidor              | Bescanó  | masia            |                                                              | 41° 57′ 57″ N, 2° 42′ 32″ E / 41.9658446398663°N,2.70882890079478°E                                         |                                                      |                            | Modifica les dades a Wikidata |
|        | Cal Torroner              | Bescanó  | masia            |                                                              | 41° 58′ 04″ N, 2° 46′ 13″ E / 41.967812440458°N,2.77029754849877°E                                          |                                                      |                            | Modifica les dades a Wikidata |
|        | Can Balandram             | Bescanó  | masia            |                                                              | 41° 57′ 53″ N, 2° 44′ 29″ E / 41.9646619156388°N,2.74150245753429°E                                         |                                                      | Mas Balandran (Bescanó)    | Modifica les dades a Wikidata |
|        | Can Baldiret              | Bescanó  | masia            |                                                              | 41° 58′ 20″ N, 2° 42′ 04″ E / 41.972145°N,2.701163°E 163 msnm                                               |                                                      |                            | Modifica les dades a Wikidata |
|        | Can Barraca               | Bescanó  | masia            |                                                              | 41° 57′ 14″ N, 2° 45′ 18″ E / 41.9538112620839°N,2.75493955576081°E                                         |                                                      |                            | Modifica les dades a Wikidata |
|        | Can Bernat                | Bescanó  | masia            |                                                              | 41° 57′ 50″ N, 2° 41′ 10″ E / 41.9638301974366°N,2.68606599232564°E                                         |                                                      |                            | Modifica les dades a Wikidata |
|        | Can Bonet                 | Bescanó  | masia            |                                                              | 41° 58′ 15″ N, 2° 44′ 31″ E / 41.9708324053276°N,2.74189993318496°E                                         |                                                      |                            | Modifica les dades a Wikidata |
|        | Can Bonmatí               | Bescanó  | masia            |                                                              | 41° 56′ 56″ N, 2° 45′ 14″ E / 41.9489272771146°N,2.753848275748°E                                           |                                                      |                            | Modifica les dades a Wikidata |
|        | Can Bosc                  | Bescanó  | masia            | Estil: arquitectura popular                                  | 41° 58′ 24″ N, 2° 42′ 57″ E / 41.973409°N,2.715927°E                                                        | bé cultural d'interès local                          | Can Bosc (Bescanó)         | Modifica les dades a Wikidata |
|        | Can Bosc                  | Bescanó  | masia            |                                                              | 41° 55′ 59″ N, 2° 44′ 52″ E / 41.93294923816461°N,2.7477514743804936°E                                      |                                                      |                            | Modifica les dades a Wikidata |
|        | Can Burguesó              | Bescanó  | masia            |                                                              | 41° 56′ 29″ N, 2° 43′ 11″ E / 41.9413282736091°N,2.71966503280391°E                                         |                                                      |                            | Modifica les dades a Wikidata |
|        | Can Cabistre              | Bescanó  | masia            |                                                              | 41° 58′ 29″ N, 2° 42′ 42″ E / 41.9746964000687°N,2.71167329930556°E                                         |                                                      |                            | Modifica les dades a Wikidata |
|        | Can Calistro              | Bescanó  | masia            |                                                              | 41° 58′ 04″ N, 2° 45′ 16″ E / 41.967842379626°N,2.75430649383596°E                                          |                                                      |                            | Modifica les dades a Wikidata |
|        | Can Call                  | Bescanó  | masia            |                                                              | 41° 58′ 38″ N, 2° 42′ 29″ E / 41.9773352168336°N,2.70805233933752°E                                         |                                                      |                            | Modifica les dades a Wikidata |
|        | Can Call                  | Bescanó  | masia            |                                                              | 41° 58′ 17″ N, 2° 42′ 16″ E / 41.9714808309959°N,2.70451862486295°E                                         |                                                      |                            | Modifica les dades a Wikidata |
|        | Can Camps                 | Bescanó  | masia            |                                                              | 41° 57′ 49″ N, 2° 40′ 51″ E / 41.9634825467835°N,2.6808423381142°E                                          |                                                      |                            | Modifica les dades a Wikidata |
|        | Can Capella               | Bescanó  | masia            |                                                              | 41° 56′ 11″ N, 2° 44′ 02″ E / 41.936293°N,2.733901°E 190 msnm                                               |                                                      |                            | Modifica les dades a Wikidata |
|        | Can Carbó                 | Bescanó  | masia            |                                                              | 41° 57′ 41″ N, 2° 45′ 56″ E / 41.9615068857866°N,2.76542081417734°E                                         |                                                      |                            | Modifica les dades a Wikidata |
|        | Can Carreres              | Bescanó  | masia            |                                                              | 41° 57′ 53″ N, 2° 43′ 32″ E / 41.9645891485165°N,2.72566950618172°E                                         |                                                      |                            | Modifica les dades a Wikidata |
|        | Can Casadavall Nou        | Bescanó  | masia            |                                                              | 41° 58′ 19″ N, 2° 40′ 58″ E / 41.9718732577104°N,2.6828160428681°E                                          |                                                      |                            | Modifica les dades a Wikidata |
|        | Can Casadavall Vell       | Bescanó  | masia            |                                                              | 41° 58′ 22″ N, 2° 40′ 54″ E / 41.9728607736874°N,2.68165246400469°E                                         |                                                      |                            | Modifica les dades a Wikidata |
|        | Can Casals                | Bescanó  | masia            |                                                              | 41° 57′ 22″ N, 2° 42′ 10″ E / 41.9560568523894°N,2.70277992009052°E                                         |                                                      |                            | Modifica les dades a Wikidata |
|        | Can Casanoves             | Bescanó  | masia            |                                                              | 41° 55′ 58″ N, 2° 44′ 32″ E / 41.93271°N,2.742269°E 188 msnm                                                |                                                      |                            | Modifica les dades a Wikidata |
|        | Can Cavaller              | Bescanó  | masia            | Estil: arquitectura popular                                  | 41° 56′ 00″ N, 2° 43′ 56″ E / 41.933206°N,2.732317°E                                                        | bé cultural d'interès local                          | Can Cavaller (Bescanó)     | Modifica les dades a Wikidata |
|        | Can Coll                  | Bescanó  | masia            |                                                              | 41° 58′ 26″ N, 2° 42′ 55″ E / 41.973918°N,2.715152°E                                                        |                                                      | Can Coll (Bescanó)         | Modifica les dades a Wikidata |
|        | Can Coll                  | Bescanó  | masia            |                                                              | 41° 55′ 47″ N, 2° 44′ 01″ E / 41.9298600673685°N,2.73370655953454°E                                         |                                                      |                            | Modifica les dades a Wikidata |
|        | Can Colom                 | Bescanó  | masia            |                                                              | 41° 57′ 59″ N, 2° 43′ 24″ E / 41.9662764836245°N,2.72320032619087°E                                         |                                                      |                            | Modifica les dades a Wikidata |
|        | Can Comelles              | Bescanó  | masia            |                                                              | 41° 56′ 10″ N, 2° 44′ 36″ E / 41.9361508525356°N,2.7434028958629°E                                          |                                                      |                            | Modifica les dades a Wikidata |
|        | Can Condeïr               | Bescanó  | masia            |                                                              | 41° 58′ 17″ N, 2° 42′ 18″ E / 41.9715001166961°N,2.70501337800304°E                                         |                                                      |                            | Modifica les dades a Wikidata |
|        | Can Creus                 | Bescanó  | masia            |                                                              | 41° 58′ 06″ N, 2° 41′ 21″ E / 41.96842282603°N,2.68908476725965°E                                           |                                                      |                            | Modifica les dades a Wikidata |
|        | Can Cristí                | Bescanó  | masia            |                                                              | 41° 55′ 55″ N, 2° 44′ 36″ E / 41.9318993755279°N,2.74327519365512°E                                         |                                                      |                            | Modifica les dades a Wikidata |
|        | Can Cuet                  | Bescanó  | masia            |                                                              | 41° 57′ 58″ N, 2° 45′ 07″ E / 41.9661709613365°N,2.75189925127122°E                                         |                                                      |                            | Modifica les dades a Wikidata |
|        | Can Culebra               | Bescanó  | masia            |                                                              | 41° 57′ 49″ N, 2° 46′ 12″ E / 41.9634797107004°N,2.77004761944041°E                                         |                                                      |                            | Modifica les dades a Wikidata |
|        | Can Faust                 | Bescanó  | masia            |                                                              | 41° 55′ 48″ N, 2° 44′ 54″ E / 41.929892°N,2.748417°E 183 msnm                                               |                                                      |                            | Modifica les dades a Wikidata |
|        | Can Ferreric              | Bescanó  | masia            |                                                              | 41° 55′ 41″ N, 2° 42′ 21″ E / 41.9281707181257°N,2.7057920123604°E                                          |                                                      |                            | Modifica les dades a Wikidata |
|        | Can Ferrerós              | Bescanó  | masia            |                                                              | 41° 56′ 10″ N, 2° 43′ 45″ E / 41.936182°N,2.729083°E 188 msnm                                               |                                                      |                            | Modifica les dades a Wikidata |
|        | Can Fontbernat            | Bescanó  | masia            |                                                              | 41° 56′ 45″ N, 2° 43′ 31″ E / 41.9457194121315°N,2.72540054536946°E                                         |                                                      |                            | Modifica les dades a Wikidata |
|        | Can Fortià                | Bescanó  | masia            |                                                              | 41° 55′ 58″ N, 2° 43′ 22″ E / 41.9327971661329°N,2.72266965034699°E                                         |                                                      |                            | Modifica les dades a Wikidata |
|        | Can Francesc              | Bescanó  | masia            |                                                              | 41° 58′ 20″ N, 2° 40′ 35″ E / 41.9721618682267°N,2.67650229096008°E                                         |                                                      |                            | Modifica les dades a Wikidata |
|        | Can Gamell                | Bescanó  | masia            |                                                              | 41° 56′ 05″ N, 2° 42′ 56″ E / 41.9348421329432°N,2.71548365657811°E                                         |                                                      |                            | Modifica les dades a Wikidata |
|        | Can Gansola               | Bescanó  | masia            |                                                              | 41° 57′ 34″ N, 2° 44′ 09″ E / 41.9595149473124°N,2.73573106853767°E                                         |                                                      |                            | Modifica les dades a Wikidata |
|        | Can Gansola               | Bescanó  | masia            |                                                              | 41° 55′ 54″ N, 2° 43′ 05″ E / 41.9315702227023°N,2.71813973016675°E                                         |                                                      |                            | Modifica les dades a Wikidata |
|        | Can Garangou              | Bescanó  | masia            |                                                              | 41° 56′ 30″ N, 2° 44′ 11″ E / 41.9417103536707°N,2.73648016655187°E                                         |                                                      |                            | Modifica les dades a Wikidata |
|        | Can Garsa                 | Bescanó  | masia            |                                                              | 41° 57′ 04″ N, 2° 45′ 03″ E / 41.9511457042621°N,2.75095608920441°E                                         |                                                      |                            | Modifica les dades a Wikidata |
|        | Can Genís                 | Bescanó  | masia            |                                                              | 41° 57′ 59″ N, 2° 41′ 03″ E / 41.9664911496082°N,2.68423060413693°E                                         |                                                      |                            | Modifica les dades a Wikidata |
|        | Can Ginesta               | Bescanó  | masia            |                                                              | 41° 56′ 15″ N, 2° 43′ 04″ E / 41.9375860207721°N,2.71784785758551°E                                         |                                                      |                            | Modifica les dades a Wikidata |
|        | Can Gironès               | Bescanó  | masia            |                                                              | 41° 57′ 53″ N, 2° 43′ 14″ E / 41.9646490960718°N,2.72064894742597°E                                         |                                                      |                            | Modifica les dades a Wikidata |
|        | Can Gironès               | Bescanó  | masia            |                                                              | 41° 55′ 50″ N, 2° 44′ 08″ E / 41.9305129244494°N,2.73559751503987°E                                         |                                                      |                            | Modifica les dades a Wikidata |
|        | Can Godalla               | Bescanó  | masia            |                                                              | 41° 57′ 06″ N, 2° 43′ 48″ E / 41.9517019196756°N,2.73005631876803°E                                         |                                                      |                            | Modifica les dades a Wikidata |
|        | Can Gori                  | Bescanó  | masia            |                                                              | 41° 58′ 07″ N, 2° 45′ 14″ E / 41.9685982132724°N,2.75396566366881°E                                         |                                                      |                            | Modifica les dades a Wikidata |
|        | Can Graners               | Bescanó  | masia            |                                                              | 41° 58′ 10″ N, 2° 45′ 32″ E / 41.9694375238931°N,2.75900725091292°E                                         |                                                      |                            | Modifica les dades a Wikidata |
|        | Can Guic                  | Bescanó  | masia            |                                                              | 41° 55′ 55″ N, 2° 44′ 25″ E / 41.931847785131716°N,2.7402520179748535°E                                     |                                                      |                            | Modifica les dades a Wikidata |
|        | Can Guillem Nou           | Bescanó  | masia            |                                                              | 41° 57′ 35″ N, 2° 39′ 42″ E / 41.9597800140425°N,2.66169824724231°E                                         |                                                      |                            | Modifica les dades a Wikidata |
|        | Can Guillem Vell          | Bescanó  | masia            |                                                              | 41° 57′ 43″ N, 2° 39′ 51″ E / 41.9620212598105°N,2.66428091085379°E                                         |                                                      |                            | Modifica les dades a Wikidata |
|        | Can Guillots              | Bescanó  | masia            |                                                              | 41° 55′ 39″ N, 2° 43′ 41″ E / 41.927369858258°N,2.72801206037194°E                                          |                                                      |                            | Modifica les dades a Wikidata |
|        | Can Jaumet                | Bescanó  | masia            |                                                              | 41° 56′ 09″ N, 2° 44′ 22″ E / 41.9358630366042°N,2.73958020338527°E                                         |                                                      |                            | Modifica les dades a Wikidata |
|        | Can Jepic                 | Bescanó  | masia            |                                                              | 41° 57′ 53″ N, 2° 40′ 37″ E / 41.9646158542458°N,2.67707145946563°E                                         |                                                      |                            | Modifica les dades a Wikidata |
|        | Can Joan Puig             | Bescanó  | masia            |                                                              | 41° 57′ 55″ N, 2° 43′ 40″ E / 41.9652159468642°N,2.72791149134677°E                                         |                                                      |                            | Modifica les dades a Wikidata |
|        | Can Joanot de Pagès       | Bescanó  | masia            |                                                              | 41° 57′ 40″ N, 2° 42′ 58″ E / 41.9612424718073°N,2.71612648897884°E                                         |                                                      |                            | Modifica les dades a Wikidata |
|        | Can Joga                  | Bescanó  | masia            |                                                              | 41° 58′ 22″ N, 2° 43′ 04″ E / 41.9727301832543°N,2.71781350203603°E                                         |                                                      |                            | Modifica les dades a Wikidata |
|        | Can Lets                  | Bescanó  | masia            |                                                              | 41° 58′ 40″ N, 2° 42′ 30″ E / 41.9778760415962°N,2.70821885656353°E                                         |                                                      |                            | Modifica les dades a Wikidata |
|        | Can Lluís                 | Bescanó  | masia            |                                                              | 41° 56′ 16″ N, 2° 44′ 03″ E / 41.937706°N,2.734201°E 192 msnm                                               |                                                      |                            | Modifica les dades a Wikidata |
|        | Can Manel                 | Bescanó  | masia            |                                                              | 41° 57′ 38″ N, 2° 45′ 04″ E / 41.960468007841°N,2.75111286913097°E                                          |                                                      |                            | Modifica les dades a Wikidata |
|        | Can Masgrau               | Bescanó  | masia            | Estil: arquitectura romànica                                 | 41° 56′ 36″ N, 2° 44′ 13″ E / 41.943237°N,2.736817°E                                                        | bé cultural d'interès local                          | Can Masgrau                | Modifica les dades a Wikidata |
|        | Can Masgrau Nou           | Bescanó  | masia            |                                                              | 41° 56′ 13″ N, 2° 44′ 25″ E / 41.9370625090355°N,2.74027496785978°E                                         |                                                      |                            | Modifica les dades a Wikidata |
|        | Can Masgrau Nou           | Bescanó  | masia            |                                                              | 41° 57′ 54″ N, 2° 43′ 42″ E / 41.965027893714°N,2.72837087945694°E                                          |                                                      |                            | Modifica les dades a Wikidata |
|        | Can Masnou                | Bescanó  | masia            |                                                              | 41° 56′ 40″ N, 2° 44′ 47″ E / 41.9443534916886°N,2.74632573959011°E                                         |                                                      |                            | Modifica les dades a Wikidata |
|        | Can Mates                 | Bescanó  | masia            |                                                              | 41° 57′ 55″ N, 2° 43′ 31″ E / 41.9651466066472°N,2.72526886657822°E                                         |                                                      |                            | Modifica les dades a Wikidata |
|        | Can Mateu                 | Bescanó  | masia            |                                                              | 41° 56′ 01″ N, 2° 44′ 47″ E / 41.933612°N,2.746475°E 178 msnm                                               |                                                      |                            | Modifica les dades a Wikidata |
|        | Can Maçanedes             | Bescanó  | masia            |                                                              | 41° 57′ 18″ N, 2° 39′ 51″ E / 41.9550228310502°N,2.6642090452963°E                                          |                                                      |                            | Modifica les dades a Wikidata |
|        | Can Murtra                | Bescanó  | masia            |                                                              | 41° 55′ 50″ N, 2° 44′ 52″ E / 41.930459°N,2.747698°E 180 msnm                                               |                                                      |                            | Modifica les dades a Wikidata |
|        | Can Nadal                 | Bescanó  | masia            |                                                              | 41° 58′ 14″ N, 2° 41′ 12″ E / 41.970604665425°N,2.6865879119092°E                                           |                                                      |                            | Modifica les dades a Wikidata |
|        | Can Niell                 | Bescanó  | masia            |                                                              | 41° 55′ 53″ N, 2° 42′ 13″ E / 41.9314612602339°N,2.70348515508412°E                                         |                                                      |                            | Modifica les dades a Wikidata |
|        | Can Noguer                | Bescanó  | masia            |                                                              | 41° 57′ 31″ N, 2° 43′ 04″ E / 41.9585628412616°N,2.71790014673552°E                                         |                                                      |                            | Modifica les dades a Wikidata |
|        | Can Noguer de Baix        | Bescanó  | masia            |                                                              | 41° 57′ 08″ N, 2° 45′ 19″ E / 41.9523260638899°N,2.75536754468931°E                                         |                                                      |                            | Modifica les dades a Wikidata |
|        | Can Noguer de Dalt        | Bescanó  | masia            |                                                              | 41° 57′ 14″ N, 2° 45′ 06″ E / 41.9537860924717°N,2.75160943994276°E                                         |                                                      |                            | Modifica les dades a Wikidata |
|        | Can Nonell                | Bescanó  | masia            |                                                              | 41° 57′ 52″ N, 2° 40′ 41″ E / 41.9643572056154°N,2.67797786348482°E                                         |                                                      |                            | Modifica les dades a Wikidata |
|        | Can Pau                   | Bescanó  | masia            |                                                              | 41° 57′ 45″ N, 2° 40′ 07″ E / 41.9624567717992°N,2.66847815370464°E                                         |                                                      |                            | Modifica les dades a Wikidata |
|        | Can Paulí                 | Bescanó  | masia            |                                                              | 41° 56′ 01″ N, 2° 44′ 08″ E / 41.933572°N,2.735617°E 185 msnm                                               |                                                      |                            | Modifica les dades a Wikidata |
|        | Can Peiret                | Bescanó  | masia            |                                                              | 41° 56′ 26″ N, 2° 44′ 24″ E / 41.9404304854322°N,2.74003209535005°E                                         |                                                      |                            | Modifica les dades a Wikidata |
|        | Can Peirot de Bosc        | Bescanó  | masia            |                                                              | 41° 56′ 54″ N, 2° 45′ 03″ E / 41.9483263574277°N,2.75084641326619°E                                         |                                                      |                            | Modifica les dades a Wikidata |
|        | Can Pere Aulet            | Bescanó  | masia            |                                                              | 41° 58′ 02″ N, 2° 43′ 35″ E / 41.9673290609223°N,2.72645427524186°E                                         |                                                      |                            | Modifica les dades a Wikidata |
|        | Can Peres                 | Bescanó  | masia            |                                                              | 41° 56′ 19″ N, 2° 44′ 24″ E / 41.9385750021384°N,2.73999137903114°E                                         |                                                      |                            | Modifica les dades a Wikidata |
|        | Can Petit                 | Bescanó  | masia            |                                                              | 41° 58′ 35″ N, 2° 42′ 32″ E / 41.9762838669927°N,2.70901068904366°E                                         |                                                      |                            | Modifica les dades a Wikidata |
|        | Can Petuta                | Bescanó  | masia            |                                                              | 41° 57′ 42″ N, 2° 43′ 03″ E / 41.9616959583119°N,2.71740362847046°E                                         |                                                      |                            | Modifica les dades a Wikidata |
|        | Can Peçol                 | Bescanó  | masia            |                                                              | 41° 58′ 35″ N, 2° 42′ 41″ E / 41.9763082161787°N,2.71152118648794°E                                         |                                                      |                            | Modifica les dades a Wikidata |
|        | Can Pi Serra              | Bescanó  | masia            |                                                              | 41° 57′ 36″ N, 2° 44′ 05″ E / 41.9598816028387°N,2.73459524297297°E                                         |                                                      |                            | Modifica les dades a Wikidata |
|        | Can Piferrer              | Bescanó  | masia            |                                                              | 41° 56′ 07″ N, 2° 43′ 50″ E / 41.935336°N,2.73051°E 189 msnm                                                |                                                      |                            | Modifica les dades a Wikidata |
|        | Can Pipeta                | Bescanó  | masia            |                                                              | 41° 57′ 58″ N, 2° 40′ 24″ E / 41.9661907713204°N,2.67344301081004°E                                         |                                                      |                            | Modifica les dades a Wikidata |
|        | Can Pol de Dalt           | Bescanó  | masia            |                                                              | 41° 57′ 19″ N, 2° 40′ 23″ E / 41.9551744497631°N,2.67305280224468°E                                         |                                                      |                            | Modifica les dades a Wikidata |
|        | Can Porcell               | Bescanó  | masia            |                                                              | 41° 57′ 33″ N, 2° 45′ 54″ E / 41.9592092264214°N,2.76495862760915°E                                         |                                                      |                            | Modifica les dades a Wikidata |
|        | Can Puig-oriol            | Bescanó  | masia            |                                                              | 41° 56′ 17″ N, 2° 44′ 53″ E / 41.9381336262792°N,2.74805127889488°E                                         |                                                      |                            | Modifica les dades a Wikidata |
|        | Can Pujadell              | Bescanó  | masia            |                                                              | 41° 57′ 57″ N, 2° 41′ 21″ E / 41.9657748568694°N,2.68908557405214°E                                         |                                                      |                            | Modifica les dades a Wikidata |
|        | Can Pèsol                 | Bescanó  | masia            |                                                              | 41° 55′ 57″ N, 2° 44′ 42″ E / 41.932478°N,2.744994°E 191 msnm                                               |                                                      |                            | Modifica les dades a Wikidata |
|        | Can Quim                  | Bescanó  | masia            |                                                              | 41° 57′ 50″ N, 2° 44′ 27″ E / 41.9639847312081°N,2.74075698444668°E                                         |                                                      |                            | Modifica les dades a Wikidata |
|        | Can Rauric                | Bescanó  | masia            |                                                              | 41° 55′ 52″ N, 2° 43′ 17″ E / 41.9311821406531°N,2.7215066590701°E                                          |                                                      |                            | Modifica les dades a Wikidata |
|        | Can Reig                  | Bescanó  | masia            |                                                              | 41° 56′ 09″ N, 2° 43′ 50″ E / 41.935894°N,2.730639°E 192 msnm                                               |                                                      |                            | Modifica les dades a Wikidata |
|        | Can Reixac                | Bescanó  | masia            |                                                              | 41° 56′ 17″ N, 2° 43′ 28″ E / 41.93800131161846°N,2.724405527114868°E                                       |                                                      |                            | Modifica les dades a Wikidata |
|        | Can Ribera                | Bescanó  | masia            |                                                              | 41° 58′ 21″ N, 2° 41′ 25″ E / 41.9724519001255°N,2.69022384580283°E                                         |                                                      |                            | Modifica les dades a Wikidata |
|        | Can Riera                 | Bescanó  | masia            |                                                              | 41° 56′ 51″ N, 2° 43′ 12″ E / 41.947453529841°N,2.71993981906403°E                                          |                                                      |                            | Modifica les dades a Wikidata |
|        | Can Riera Blanca          | Bescanó  | masia            |                                                              | 41° 58′ 07″ N, 2° 42′ 04″ E / 41.9686527060944°N,2.70103174665557°E                                         |                                                      |                            | Modifica les dades a Wikidata |
|        | Can Rigau                 | Bescanó  | masia            |                                                              | 41° 57′ 46″ N, 2° 45′ 24″ E / 41.962767825287°N,2.75676366150073°E                                          |                                                      |                            | Modifica les dades a Wikidata |
|        | Can Rocasalva             | Bescanó  | masia            |                                                              | 41° 57′ 23″ N, 2° 40′ 13″ E / 41.9564363383444°N,2.67023486351669°E                                         |                                                      |                            | Modifica les dades a Wikidata |
|        | Can Roqueta               | Bescanó  | masia            |                                                              | 41° 56′ 25″ N, 2° 44′ 02″ E / 41.940212°N,2.733965°E 201 msnm                                               |                                                      |                            | Modifica les dades a Wikidata |
|        | Can Rossell               | Bescanó  | masia            |                                                              | 41° 57′ 44″ N, 2° 44′ 15″ E / 41.9622657917564°N,2.73738502865408°E                                         |                                                      |                            | Modifica les dades a Wikidata |
|        | Can Rotllan               | Bescanó  | masia            |                                                              | 41° 56′ 12″ N, 2° 44′ 50″ E / 41.9366906486401°N,2.74718843952016°E                                         |                                                      |                            | Modifica les dades a Wikidata |
|        | Can Roure                 | Bescanó  | masia            |                                                              | 41° 56′ 02″ N, 2° 44′ 14″ E / 41.933939°N,2.737312°E 184 msnm                                               |                                                      |                            | Modifica les dades a Wikidata |
|        | Can Rovira                | Bescanó  | masia            |                                                              | 41° 56′ 24″ N, 2° 44′ 33″ E / 41.9399048267326°N,2.74257960104455°E                                         |                                                      |                            | Modifica les dades a Wikidata |
|        | Can Rovirola              | Bescanó  | masia            |                                                              | 41° 58′ 28″ N, 2° 42′ 49″ E / 41.9743681704695°N,2.71367837747164°E                                         |                                                      |                            | Modifica les dades a Wikidata |
|        | Can Sadurní               | Bescanó  | masia            |                                                              | 41° 56′ 53″ N, 2° 42′ 59″ E / 41.948057334253°N,2.71641422484307°E                                          |                                                      |                            | Modifica les dades a Wikidata |
|        | Can Sambola               | Bescanó  | masia            |                                                              | 41° 57′ 54″ N, 2° 44′ 36″ E / 41.9651166323916°N,2.74345565536476°E                                         |                                                      |                            | Modifica les dades a Wikidata |
|        | Can Santgrau              | Bescanó  | masia            |                                                              | 41° 56′ 52″ N, 2° 44′ 41″ E / 41.9477272195129°N,2.74461122225342°E                                         |                                                      |                            | Modifica les dades a Wikidata |
|        | Can Santigosa             | Bescanó  | masia            |                                                              | 41° 56′ 54″ N, 2° 44′ 29″ E / 41.9483146659018°N,2.74148405462898°E                                         |                                                      |                            | Modifica les dades a Wikidata |
|        | Can Santpare              | Bescanó  | masia            |                                                              | 41° 57′ 00″ N, 2° 43′ 02″ E / 41.9500860294705°N,2.71729806437081°E                                         |                                                      |                            | Modifica les dades a Wikidata |
|        | Can Segalars              | Bescanó  | masia            |                                                              | 41° 58′ 20″ N, 2° 44′ 08″ E / 41.9721689225979°N,2.73553393553026°E                                         |                                                      |                            | Modifica les dades a Wikidata |
|        | Can Serinyà               | Bescanó  | masia            |                                                              | 41° 58′ 15″ N, 2° 42′ 16″ E / 41.9708410521977°N,2.70440088967027°E 185 msnm                                |                                                      |                            | Modifica les dades a Wikidata |
|        | Can Serrano               | Bescanó  | masia            |                                                              | 41° 58′ 30″ N, 2° 42′ 50″ E / 41.9748909141145°N,2.71382087572596°E                                         |                                                      |                            | Modifica les dades a Wikidata |
|        | Can Serrats               | Bescanó  | masia            |                                                              | 41° 55′ 57″ N, 2° 44′ 45″ E / 41.93263°N,2.745906°E 186 msnm                                                |                                                      |                            | Modifica les dades a Wikidata |
|        | Can Simon                 | Bescanó  | masia            |                                                              | 41° 57′ 43″ N, 2° 40′ 15″ E / 41.962025°N,2.670734°E 130 msnm                                               |                                                      |                            | Modifica les dades a Wikidata |
|        | Can Solaric               | Bescanó  | masia            |                                                              | 41° 57′ 37″ N, 2° 42′ 05″ E / 41.9603405241751°N,2.70142055339519°E                                         |                                                      |                            | Modifica les dades a Wikidata |
|        | Can Soler de Dalt         | Bescanó  | masia            |                                                              | 41° 58′ 16″ N, 2° 42′ 15″ E / 41.9709846603286°N,2.70420711808695°E                                         |                                                      |                            | Modifica les dades a Wikidata |
|        | Can Solà                  | Bescanó  | masia            |                                                              | 41° 58′ 04″ N, 2° 40′ 28″ E / 41.9678775030672°N,2.67431540709098°E                                         |                                                      |                            | Modifica les dades a Wikidata |
|        | Can Sureda                | Bescanó  | masia            |                                                              | 41° 56′ 22″ N, 2° 44′ 22″ E / 41.9395193624932°N,2.73939644137567°E                                         |                                                      |                            | Modifica les dades a Wikidata |
|        | Can Tabor de Dalt         | Bescanó  | masia            |                                                              | 41° 57′ 23″ N, 2° 39′ 48″ E / 41.956470134254°N,2.66326026231615°E                                          |                                                      |                            | Modifica les dades a Wikidata |
|        | Can Temple                | Bescanó  | masia            |                                                              | 41° 57′ 50″ N, 2° 40′ 34″ E / 41.9640277410412°N,2.67612106437481°E                                         |                                                      |                            | Modifica les dades a Wikidata |
|        | Can Terradell             | Bescanó  | masia            |                                                              | 41° 57′ 53″ N, 2° 41′ 04″ E / 41.9646991710646°N,2.68436013314862°E                                         |                                                      |                            | Modifica les dades a Wikidata |
|        | Can Terrús                | Bescanó  | masia            |                                                              | 41° 57′ 13″ N, 2° 42′ 55″ E / 41.953701626986°N,2.71523087324591°E                                          |                                                      |                            | Modifica les dades a Wikidata |
|        | Can Tet Sureda            | Bescanó  | masia            |                                                              | 41° 57′ 03″ N, 2° 44′ 21″ E / 41.9508311528333°N,2.73909699764122°E                                         |                                                      |                            | Modifica les dades a Wikidata |
|        | Can Tomei                 | Bescanó  | masia            |                                                              | 41° 58′ 17″ N, 2° 41′ 01″ E / 41.9714164861703°N,2.68374764548761°E                                         |                                                      |                            | Modifica les dades a Wikidata |
|        | Can Torre                 | Bescanó  | masia            |                                                              | 41° 56′ 10″ N, 2° 44′ 17″ E / 41.9361655310737°N,2.73793845062171°E                                         |                                                      |                            | Modifica les dades a Wikidata |
|        | Can Torreavellaner        | Bescanó  | masia            |                                                              | 41° 55′ 46″ N, 2° 42′ 32″ E / 41.9294934689516°N,2.70883746925843°E                                         |                                                      |                            | Modifica les dades a Wikidata |
|        | Can Torreavellaner Nou    | Bescanó  | masia            |                                                              | 41° 55′ 53″ N, 2° 44′ 37″ E / 41.931297°N,2.743514°E 193 msnm                                               |                                                      |                            | Modifica les dades a Wikidata |
|        | Can Torrent               | Bescanó  | masia            |                                                              | 41° 56′ 02″ N, 2° 44′ 37″ E / 41.933875°N,2.743503°E 190 msnm                                               |                                                      |                            | Modifica les dades a Wikidata |
|        | Can Valentí               | Bescanó  | masia            |                                                              | 41° 57′ 25″ N, 2° 40′ 00″ E / 41.9569571324215°N,2.66656393996677°E                                         |                                                      |                            | Modifica les dades a Wikidata |
|        | Can Vendrell              | Bescanó  | masia            |                                                              | 41° 57′ 50″ N, 2° 46′ 26″ E / 41.9638385209857°N,2.77384771290183°E                                         |                                                      |                            | Modifica les dades a Wikidata |
|        | Can Verdera               | Bescanó  | masia            |                                                              | 41° 58′ 04″ N, 2° 40′ 42″ E / 41.9678436312553°N,2.67827409025882°E                                         |                                                      |                            | Modifica les dades a Wikidata |
|        | Can Vilallonga            | Bescanó  | masia            |                                                              | 41° 57′ 58″ N, 2° 41′ 47″ E / 41.9660107150134°N,2.69644608181784°E                                         |                                                      |                            | Modifica les dades a Wikidata |
|        | Can Vilanova              | Bescanó  | masia            |                                                              | 41° 56′ 58″ N, 2° 44′ 44″ E / 41.9494854737803°N,2.74548496208281°E                                         |                                                      |                            | Modifica les dades a Wikidata |
|        | Can Vinyets               | Bescanó  | masia            |                                                              | 41° 56′ 20″ N, 2° 43′ 11″ E / 41.938887°N,2.719631°E 223 msnm                                               |                                                      |                            | Modifica les dades a Wikidata |
|        | Can Xarboia               | Bescanó  | masia            |                                                              | 41° 56′ 42″ N, 2° 41′ 41″ E / 41.9448851259222°N,2.69462808769797°E                                         |                                                      |                            | Modifica les dades a Wikidata |
|        | Can Xifres                | Bescanó  | masia            |                                                              | 41° 56′ 19″ N, 2° 42′ 46″ E / 41.9385554859532°N,2.71289770873356°E                                         |                                                      |                            | Modifica les dades a Wikidata |
|        | Casa Nova d'en Fontbernat | Bescanó  | masia            |                                                              | 41° 56′ 50″ N, 2° 43′ 26″ E / 41.9471299552201°N,2.72393466018538°E                                         |                                                      |                            | Modifica les dades a Wikidata |
|        | Casalot de Baix           | Bescanó  | masia            |                                                              | 41° 56′ 24″ N, 2° 43′ 48″ E / 41.93991668507406°N,2.730016708374024°E 203 msnm                              |                                                      |                            | Modifica les dades a Wikidata |
|        | Cases d'en Pere Bosc      | Bescanó  | masia            |                                                              | 41° 56′ 10″ N, 2° 44′ 50″ E / 41.9359881807067°N,2.74721533906882°E                                         |                                                      |                            | Modifica les dades a Wikidata |
|        | Collsacarrera             | Bescanó  | masia            |                                                              | 41° 57′ 29″ N, 2° 40′ 19″ E / 41.958080376745°N,2.67191573801233°E                                          |                                                      |                            | Modifica les dades a Wikidata |
|        | Mas Amat Gros             | Bescanó  | masia            |                                                              | 41° 58′ 12″ N, 2° 41′ 54″ E / 41.9700055345266°N,2.69828574865423°E 168 msnm                                |                                                      |                            | Modifica les dades a Wikidata |
|        | Mas Camps d'Onyar         | Bescanó  | masia            |                                                              | 41° 55′ 32″ N, 2° 41′ 58″ E / 41.9256865895271°N,2.69950774812711°E                                         |                                                      |                            | Modifica les dades a Wikidata |
|        | Mas Casilda               | Bescanó  | masia            |                                                              | 41° 57′ 33″ N, 2° 44′ 01″ E / 41.959221826921°N,2.73360848588912°E                                          |                                                      |                            | Modifica les dades a Wikidata |
|        | Mas Cendra                | Bescanó  | masia            | Estil: arquitectura popular                                  | 41° 56′ 32″ N, 2° 44′ 06″ E / 41.94235°N,2.734969°E                                                         | bé integrant del patrimoni cultural català           | Mas Cendra                 | Modifica les dades a Wikidata |
|        | Mas Ferrer Pagès          | Bescanó  | masia            | Estil: arquitectura popular                                  | 41° 57′ 39″ N, 2° 43′ 59″ E / 41.96078333°N,2.73304444°E 110.6 msnm                                         | bé cultural d'interès local                          | Mas Ferrer Pagès (Bescanó) | Modifica les dades a Wikidata |
|        | Mas Franc                 | Bescanó  | masia            |                                                              | 41° 57′ 47″ N, 2° 45′ 52″ E / 41.9631262301852°N,2.7645097933012°E                                          |                                                      |                            | Modifica les dades a Wikidata |
|        | Mas Gegant                | Bescanó  | masia            |                                                              | 41° 58′ 09″ N, 2° 45′ 10″ E / 41.9692350395289°N,2.75273218527261°E                                         |                                                      |                            | Modifica les dades a Wikidata |
|        | Mas Ponç                  | Bescanó  | masia            |                                                              | 41° 57′ 40″ N, 2° 45′ 47″ E / 41.961105885621°N,2.76312948497857°E                                          |                                                      |                            | Modifica les dades a Wikidata |
|        | Mas Ribes                 | Bescanó  | masia            |                                                              | 41° 57′ 57″ N, 2° 43′ 28″ E / 41.9658111007535°N,2.72443330236445°E                                         |                                                      |                            | Modifica les dades a Wikidata |
|        | Mas Sitjó                 | Bescanó  | masia            |                                                              | 41° 56′ 38″ N, 2° 42′ 03″ E / 41.943969757476°N,2.7008932729383°E                                           |                                                      |                            | Modifica les dades a Wikidata |
|        | Mas Soler                 | Bescanó  | masia            |                                                              | 41° 58′ 36″ N, 2° 42′ 36″ E / 41.976655885431°N,2.71009532232697°E                                          |                                                      |                            | Modifica les dades a Wikidata |
|        | Mas Terrers               | Bescanó  | masia            |                                                              | 41° 57′ 40″ N, 2° 41′ 47″ E / 41.9611018635881°N,2.69637284246368°E                                         |                                                      |                            | Modifica les dades a Wikidata |
|        | Mas Viader                | Bescanó  | masia            | Estil: arquitectura popular                                  | 41° 57′ 42″ N, 2° 43′ 44″ E / 41.9616°N,2.72898°E                                                           | bé cultural d'interès local                          | Mas Viader                 | Modifica les dades a Wikidata |
|        | Torre de Vilanna          | Bescanó  | masia casa forta |                                                              | 41° 58′ 07″ N, 2° 40′ 42″ E / 41.968729°N,2.678457°E                                                        | bé integrant del patrimoni cultural català           |                            | Modifica les dades a Wikidata |
|        | can Burgués               | Bescanó  | masia            | Estil: arquitectura del Renaixement 17th century             | 41° 55′ 56″ N, 2° 44′ 06″ E / 41.932339°N,2.735016°E ca:Prop de la ctra. de Santa Coloma, Estanyol 181 msnm | bé cultural d'interès local                          | Can Burgués (Bescanó)      | Modifica les dades a Wikidata |
|        | el Collet                 | Bescanó  | masia            |                                                              | 41° 55′ 54″ N, 2° 42′ 56″ E / 41.9316716984152°N,2.71546156075873°E                                         |                                                      |                            | Modifica les dades a Wikidata |
|        | l'Hostal                  | Bescanó  | masia            |                                                              | 41° 56′ 07″ N, 2° 43′ 54″ E / 41.935384°N,2.731626°E 189 msnm                                               |                                                      |                            | Modifica les dades a Wikidata |
|        | la Casilda                | Bescanó  | masia            |                                                              | 41° 57′ 27″ N, 2° 44′ 03″ E / 41.957484916527°N,2.73420698699367°E                                          |                                                      |                            | Modifica les dades a Wikidata |
|        | la Central                | Bescanó  | masia            |                                                              | 41° 58′ 22″ N, 2° 40′ 36″ E / 41.972725177982°N,2.6766198973139°E                                           |                                                      |                            | Modifica les dades a Wikidata |
|        | la Creu                   | Bescanó  | masia            |                                                              | 41° 58′ 32″ N, 2° 42′ 16″ E / 41.9754704083177°N,2.70436741366648°E                                         |                                                      |                            | Modifica les dades a Wikidata |
|        | la Farga                  | Bescanó  | masia            |                                                              | 41° 58′ 29″ N, 2° 41′ 40″ E / 41.9748226877703°N,2.69434028036284°E                                         |                                                      |                            | Modifica les dades a Wikidata |
|        | la Ferreria               | Bescanó  | masia            |                                                              | 41° 58′ 35″ N, 2° 42′ 28″ E / 41.9763435401397°N,2.70768269115486°E                                         |                                                      |                            | Modifica les dades a Wikidata |
|        | la Muntanyeta             | Bescanó  | masia            |                                                              | 41° 56′ 53″ N, 2° 43′ 09″ E / 41.9480368984634°N,2.71909272286053°E                                         |                                                      |                            | Modifica les dades a Wikidata |
|        | la Rectoria               | Bescanó  | masia            |                                                              | 41° 56′ 27″ N, 2° 44′ 27″ E / 41.9408015043079°N,2.74080265470787°E                                         |                                                      |                            | Modifica les dades a Wikidata |
|        | la Torre                  | Bescanó  | masia            |                                                              | 41° 57′ 36″ N, 2° 44′ 19″ E / 41.960041°N,2.738615°E                                                        | bé d'interès cultural bé cultural d'interès nacional | La Torre (Bescanó)         | Modifica les dades a Wikidata |
|        | mas Perafita              | Bescanó  | masia            | Estil: arquitectura popular 17th century                     | 41° 57′ 48″ N, 2° 43′ 28″ E / 41.963316°N,2.724534°E ca:A 1,5 km a l'oest de Bescanó 114 msnm               | bé cultural d'interès local                          | Mas Perafita (Bescanó)     | Modifica les dades a Wikidata |
|        | torre Ferrana             | Bescanó  | masia            | Estil: arquitectura gòtica arquitectura popular 13rd century | 41° 57′ 52″ N, 2° 45′ 41″ E / 41.964377°N,2.761509°E ca:Pla de l'Estacada 142 msnm                          | bé cultural d'interès local                          | Torre Ferrana (Bescanó)    | Modifica les dades a Wikidata |

## molí d'aigua
| imatge | Nom              | Ubicat a | instància de | Detalls                                  | coordenades                                                                                        | Protecció                                  | Commons (més fotos) | Dades a WD                    |
| ------ | ---------------- | -------- | ------------ | ---------------------------------------- | -------------------------------------------------------------------------------------------------- | ------------------------------------------ | ------------------- | ----------------------------- |
|        | Molí d'en Peixet | Bescanó  | molí d'aigua | Estil: arquitectura popular 19th century | 41° 57′ 46″ N, 2° 40′ 00″ E / 41.962820870278°N,2.66669024950877°E ca:Deveses de Trullars 131 msnm | bé integrant del patrimoni cultural català | Molí d'en Peixet    | Modifica les dades a Wikidata |
|        | el Molí          | Bescanó  | molí d'aigua |                                          | 41° 58′ 11″ N, 2° 43′ 51″ E / 41.9697443802415°N,2.73090947014482°E                                |                                            |                     | Modifica les dades a Wikidata |

## muntanya
| imatge | Nom                     | Ubicat a               | instància de          | Detalls | coordenades                                                                                    | Protecció | Commons (més fotos) | Dades a WD                    |
| ------ | ----------------------- | ---------------------- | --------------------- | ------- | ---------------------------------------------------------------------------------------------- | --------- | ------------------- | ----------------------------- |
|        | Puig Gros               | Bescanó                | muntanya              |         | 41° 56′ 38″ N, 2° 42′ 43″ E / 41.94381667°N,2.712075°E 326.3 msnm                              |           |                     | Modifica les dades a Wikidata |
|        | Puig Oliver             | Bescanó                | muntanya              |         | 41° 56′ 45″ N, 2° 44′ 34″ E / 41.9459°N,2.74268°E 239.4 msnm                                   |           |                     | Modifica les dades a Wikidata |
|        | Puig d'en Rigau         | Bescanó                | muntanya              |         | 41° 57′ 46″ N, 2° 45′ 25″ E / 41.96278333°N,2.75696944°E 210.5 msnm                            |           |                     | Modifica les dades a Wikidata |
|        | Turó de la Bandera      | Bescanó                | muntanya              |         | 41° 58′ 10″ N, 2° 42′ 56″ E / 41.96933333°N,2.71552778°E 187.7 msnm                            |           |                     | Modifica les dades a Wikidata |
|        | la Crosa de Sant Dalmai | Vilobí d'Onyar Bescanó | muntanya volcà extint |         | 41° 55′ 27″ N, 2° 44′ 23″ E / 41.92418889°N,2.73965°E Zona Volcànica de la Garrotxa 155.5 msnm |           | Volcà de la Crosa   | Modifica les dades a Wikidata |

## nucli de població
| imatge | Nom                  | Ubicat a | instància de      | Detalls | coordenades                                                         | Protecció | Commons (més fotos) | Dades a WD                    |
| ------ | -------------------- | -------- | ----------------- | ------- | ------------------------------------------------------------------- | --------- | ------------------- | ----------------------------- |
|        | Estanyol Parc        | Bescanó  | nucli de població |         | 41° 56′ 27″ N, 2° 42′ 38″ E / 41.9407829549088°N,2.71042675690446°E |           |                     | Modifica les dades a Wikidata |
|        | Trullars             | Bescanó  | nucli de població |         | 41° 57′ 32″ N, 2° 40′ 04″ E / 41.9590234519265°N,2.6678684674723°E  |           |                     | Modifica les dades a Wikidata |
|        | el Turó dels Cavalls | Bescanó  | nucli de població |         | 41° 58′ 02″ N, 2° 43′ 20″ E / 41.9672556391748°N,2.72213405748312°E |           |                     | Modifica les dades a Wikidata |

## pedrera
| imatge | Nom                  | Ubicat a | instància de | Detalls | coordenades                                                         | Protecció | Commons (més fotos) | Dades a WD                    |
| ------ | -------------------- | -------- | ------------ | ------- | ------------------------------------------------------------------- | --------- | ------------------- | ----------------------------- |
|        | Terreres d'en Costa  | Bescanó  | pedrera      |         | 41° 58′ 19″ N, 2° 40′ 24″ E / 41.9720084648884°N,2.67322018601441°E |           |                     | Modifica les dades a Wikidata |
|        | Terreres d'en Murtra | Bescanó  | pedrera      |         | 41° 55′ 52″ N, 2° 44′ 55″ E / 41.9310192443327°N,2.74848937460168°E |           |                     | Modifica les dades a Wikidata |

## pont
| imatge | Nom                  | Ubicat a | instància de | Detalls | coordenades                                                         | Protecció | Commons (més fotos) | Dades a WD                    |
| ------ | -------------------- | -------- | ------------ | ------- | ------------------------------------------------------------------- | --------- | ------------------- | ----------------------------- |
|        | Pas del Gegant       | Bescanó  | pont         |         | 41° 58′ 11″ N, 2° 45′ 08″ E / 41.9697294416366°N,2.75228372047732°E |           |                     | Modifica les dades a Wikidata |
|        | Pont Vell d'en Roure | Bescanó  | pont         |         | 41° 56′ 02″ N, 2° 44′ 19″ E / 41.9337799995151°N,2.73849101562645°E |           |                     | Modifica les dades a Wikidata |

## Misc
| imatge | Nom                                    | Ubicat a               | instància de                                   | Detalls                                                         | coordenades                                                                                 | Protecció                                            | Commons (més fotos)                         | Dades a WD                    |
| ------ | -------------------------------------- | ---------------------- | ---------------------------------------------- | --------------------------------------------------------------- | ------------------------------------------------------------------------------------------- | ---------------------------------------------------- | ------------------------------------------- | ----------------------------- |
|        | Carrilet de Girona a Olot              | Bescanó                | via verda                                      |                                                                 | 41° 58′ 06″ N, 2° 44′ 13″ E / 41.968316°N,2.736985°E                                        | bé cultural d'interès local                          | Traçat de l'antic Carrilet de Girona a Olot | Modifica les dades a Wikidata |
|        | Comunidor d'Estanyol                   | Bescanó                | comunidor                                      | Estil: arquitectura popular                                     | 41° 56′ 29″ N, 2° 44′ 27″ E / 41.941251°N,2.740764°E ca:Pl de l'Església, Estanyol 200 msnm | bé integrant del patrimoni cultural català           | Comunidor (Bescanó)                         | Modifica les dades a Wikidata |
|        | Monument als donants de sang a Bescanó | Bescanó                | monument                                       | Creador: Jordi Gratacós 2003-03-01 Anomenat per: donant de sang | 41° 57′ 45″ N, 2° 44′ 18″ E / 41.96245°N,2.738266666666666°E                                |                                                      |                                             | Modifica les dades a Wikidata |
|        | Oratori de Sant Antoni Abat de Bescanó | Bescanó                | oratori                                        |                                                                 | 41° 57′ 38″ N, 2° 44′ 00″ E / 41.9604808°N,2.7334376°E Bescanó                              |                                                      | Oratori de Sant Antoni Abat de Bescanó      | Modifica les dades a Wikidata |
|        | Poblat Ibèric del Puig de Can Cendra   | Bescanó                | poblat ibèric jaciment arqueològic             |                                                                 | 41° 56′ 57″ N, 2° 44′ 17″ E / 41.94916666666667°N,2.7380833333333334°E                      |                                                      | Poblat Ibèric del Puig de Can Cendra        | Modifica les dades a Wikidata |
|        | Pou de gel de Vilanna                  | Bescanó                | pou de neu                                     | Estil: arquitectura popular                                     | 41° 58′ 42″ N, 2° 42′ 12″ E / 41.9784°N,2.703431°E                                          | bé integrant del patrimoni cultural català           | Pou de gel de Vilanna                       | Modifica les dades a Wikidata |
|        | Torre del Telègraf                     | Bescanó                | torre de sentinella torre de telegrafia òptica |                                                                 | 41° 56′ 58″ N, 2° 44′ 14″ E / 41.949573°N,2.737207°E 302 msnm                               | bé d'interès cultural bé cultural d'interès nacional | Torre del Telègraf (Bescanó)                | Modifica les dades a Wikidata |
|        | Volcà de la Crosa                      | Vilobí d'Onyar Bescanó | àrea protegida Pla d'Espais d'Interès Natural  | 1992 Superfície: 201.49942ha                                    | 41° 55′ 27″ N, 2° 44′ 23″ E / 41.92418889°N,2.73965°E la Crosa de Sant Dalmai               |                                                      | Volcà de la Crosa                           | Modifica les dades a Wikidata |
|        | capella de Santa Margarida             | Bescanó                | ermita                                         | Estil: arquitectura del Renaixement                             | 41° 57′ 43″ N, 2° 43′ 46″ E / 41.961976°N,2.729457°E                                        | bé cultural d'interès local                          | Capella de Santa Margarida (Bescanó)        | Modifica les dades a Wikidata |
|        | casa consistorial de Bescanó           | Bescanó                | casa consistorial                              |                                                                 | 41° 57′ 55″ N, 2° 44′ 36″ E / 41.9653878°N,2.7433512°E                                      |                                                      |                                             | Modifica les dades a Wikidata |
|        | creu dels carlins de Vilanna           | Vilanna                | creu de terme                                  |                                                                 | 41° 58′ 30″ N, 2° 42′ 17″ E / 41.9748951°N,2.7046024°E                                      |                                                      | Creu dels carlins de Vilanna                | Modifica les dades a Wikidata |
|        | el Mas Llunès                          | Bescanó Vilanna        | urbanització                                   |                                                                 | 41° 56′ 55″ N, 2° 41′ 18″ E / 41.9485°N,2.68835°E 245 msnm                                  |                                                      | Urbanització Mas Llunès (Bescanó)           | Modifica les dades a Wikidata |
|        | la Pilastra                            | Bescanó                | menhir                                         |                                                                 | 41° 58′ 12″ N, 2° 45′ 14″ E / 41.9699490012512°N,2.75386391355513°E                         |                                                      |                                             | Modifica les dades a Wikidata |